# Панос Мейданис
Панос (Панайотис) Мейданис, още Мегданис или Цолакис (на гръцки: Πάνος (Παναγιώτης) Μεϊντάνης, още Μεγδάνης или Τσολάκης), е гръцки хайдутин, арматол от Македония, действал във втората половина на XVII век.

## Биография
Мейданис е роден в леринското влашко село Писодер, тогава в Османската империя, днес Писодери, Гърция. Действа предимно в Източна и Централна Македония, започвайки от региона около Кожани. В 1660 година действа в района на планината Синяк, където защитава местното население от набезите на османските турци. След 1684 година се установява в Етолоакарнания. В 1700 година турците откриват къде се намира Мейданис и организират арестуването му. На Бъдни вечер Мейданис отива в Гардики, където разбира, че османските власти му готвят капан и се кани да избяга. Панос Мейданис и сподвижниците му са обградени и в продължение на четири часа водят битка, укрити в една къща. В отчаян опит за бягство Мейданис и другарите му са застреляни. Главите им са занесени на султана в Цариград.